# 韦勒罗莱韦尔塞勒
韦勒罗莱韦尔塞勒（法語：Vellerot-lès-Vercel，法語發音：[vɛlʁo lɛ vɛʁsɛl]，意为“韦尔塞勒附近的韦勒罗”）是法国杜省的一个市镇，属于蓬塔利耶区。该市镇总面积4.57平方公里，2009年时的人口为46人。

## 地理
韦勒罗莱韦尔塞勒（47°14'37"N, 6°26'49"E）面积4.57 平方千米，位于法国勃艮第-弗朗什-孔泰大區杜省，该省份为法国东部内陆省份，北起上索恩省，西接汝拉省，东部及东南部与瑞士接壤，东北部与贝尔福地区省接壤。
与韦勒罗莱韦尔塞勒接壤的市镇（或旧市镇、城区）包括：库尔特坦和萨朗、布勒蒙当、朗德雷斯、奥尔桑、维莱谢夫、维莱拉孔布。

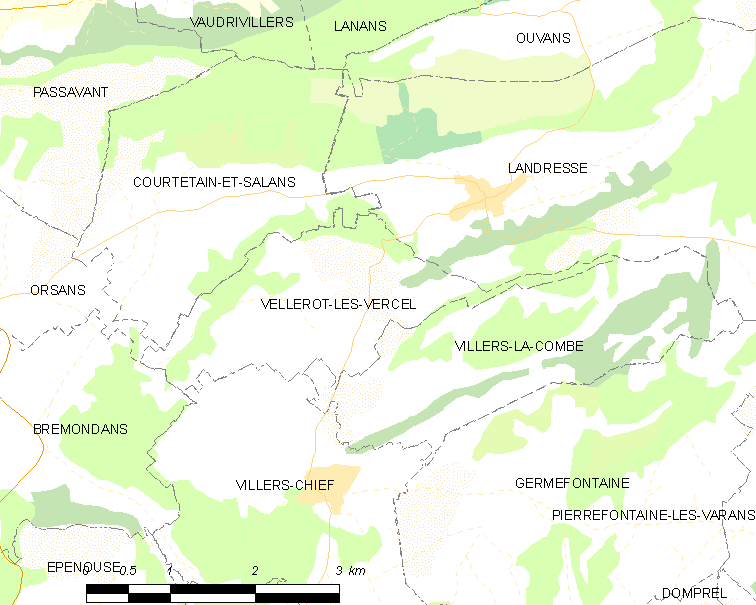
韦勒罗莱韦尔塞勒的OSM定位图

韦勒罗莱韦尔塞勒的时区为UTC+01:00、UTC+02:00（夏令时）。

## 行政
韦勒罗莱韦尔塞勒的邮政编码为25530，INSEE市镇编码为25596。

## 政治
韦勒罗莱韦尔塞勒所属的省级选区为瓦尔达翁县。

## 人口

1962-2008年间韦勒罗莱韦尔塞勒人口变化图示

韦勒罗莱韦尔塞勒于2022年1月1日时的人口数量为65人。